# Monterroso
Monterroso è un comune spagnolo di 4 235 abitanti situato nella comunità autonoma della Galizia, in provincia di Lugo.